# Иафет
Иафет е третият, най-малък син на Ной, родоначалник на народите, носещи името му, Яфетиди, по-късно отъждествявани с индоевропейските.
Иафет има 7 сина – Гомер, Магога, Мадай, Иаван, Тувал, Тирас и Мосох.
Яфетически езици е термин, въведен от Мар за означаване на родството на семитски и хамитски езици с някои от мъртвите езици от Средиземноморието.